# Muchomor zielonawy

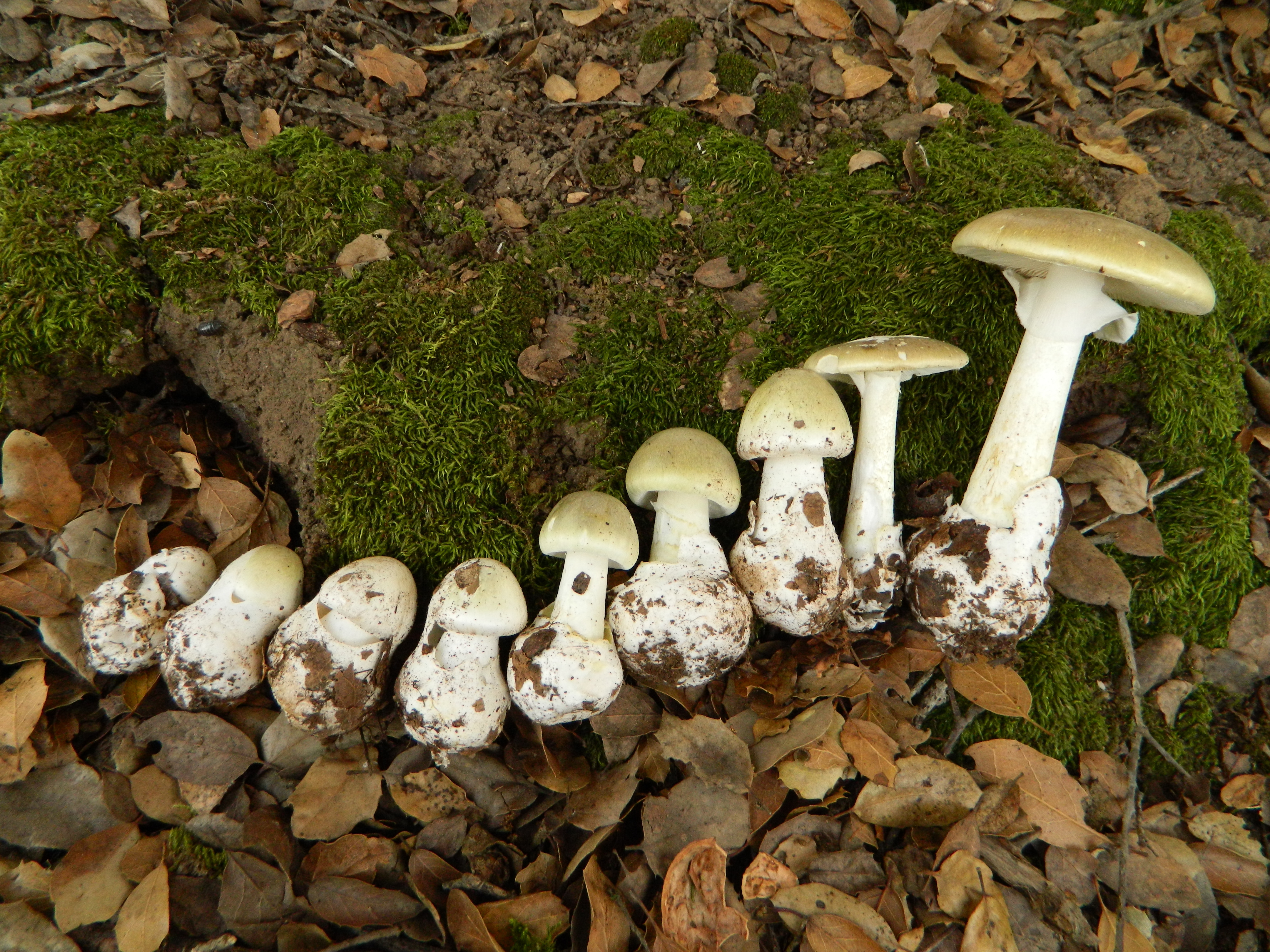

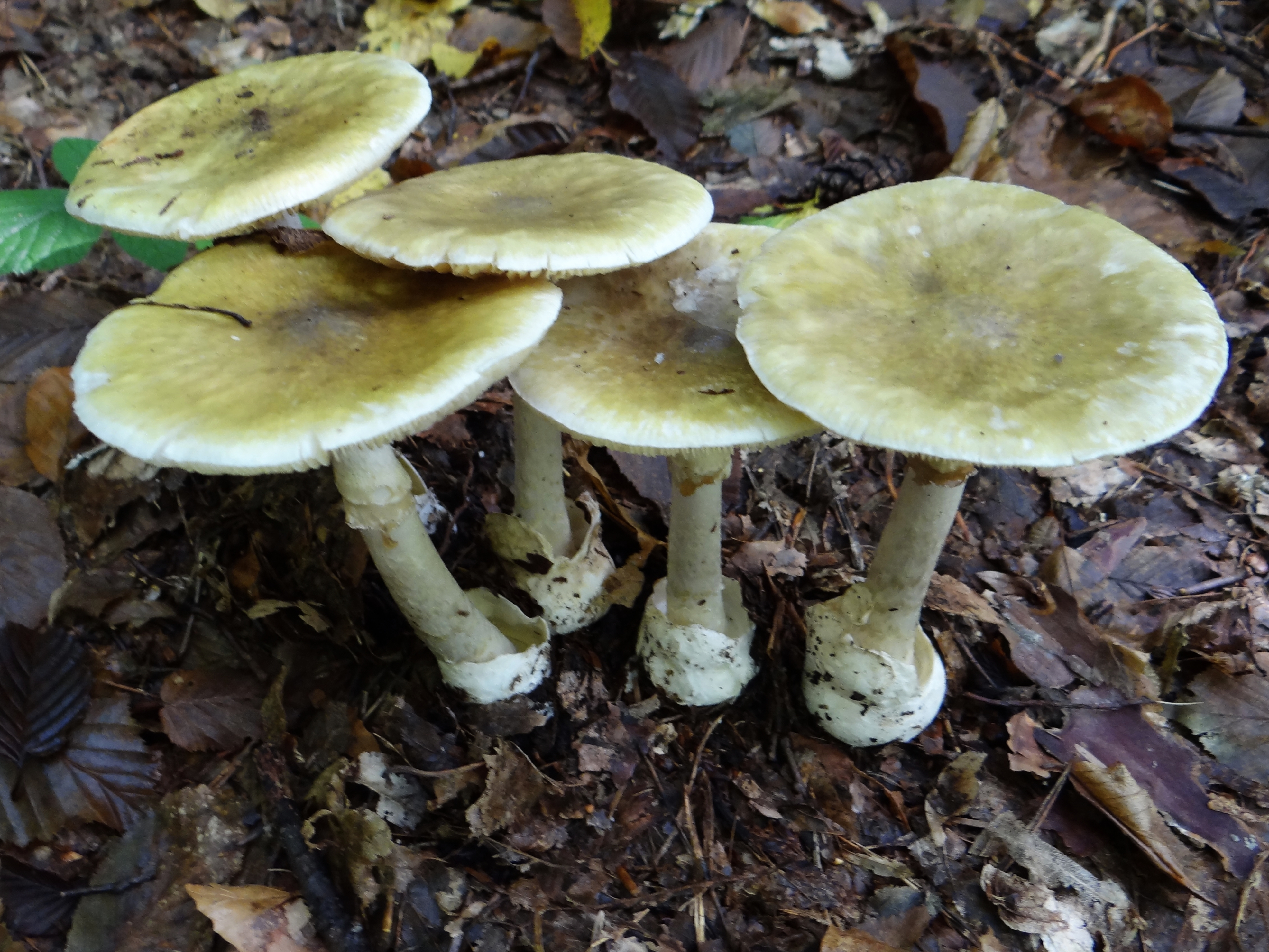

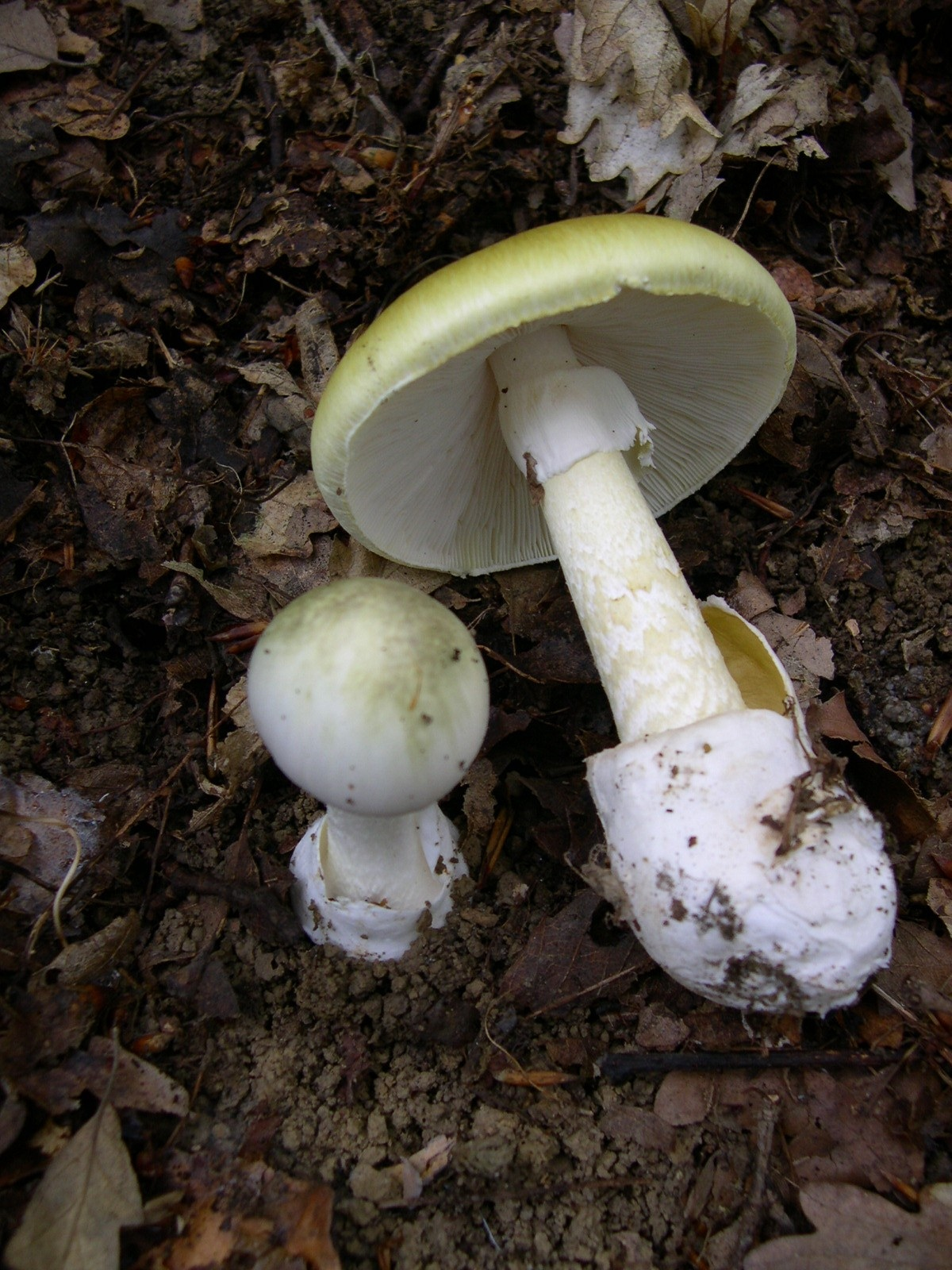

Muchomor zielonawy, muchomor sromotnikowy (Amanita phalloides (Vaill. ex Fr.) Link) – gatunek grzybów należący do rodziny muchomorowatych (Amanitaceae). Gatunek silnie trujący, nawet przy zaawansowanym leczeniu spożycie bardzo często kończy się śmiercią.

## Systematyka i nazewnictwo
Pozycja w klasyfikacji: Amanita, Amanitaceae, Agaricales, Agaricomycetidae, Agaricomycetes, Agaricomycotina, Basidiomycota, Fungi.
Po raz pierwszy takson ten opisał w 1727 r. Sébastien Vaillant jako grzyb phalloides, annulatus, sordide virescens i patulus, w roku 1821 Elias Fries nadał mu nazwę Agaricus phalloides. Obecną, uznaną przez Index Fungorum nazwę nadał mu w roku 1833 Johann Heinrich Friedrich Link.
Ma około 20 synonimów naukowych.
Nazwę muchomor sromotnikowy podał Franciszek Błoński w 1889 r., Władysław Wojewoda w 1992 r. zaproponował nazwę muchomor zielonawy, uważając ją za bardziej sensowną, odnoszącą się do barwy tego grzyba. W polskim piśmiennictwie mykologicznym gatunek ten opisywany był też dawniej jako muchomor bulwiasty i podsadka słupiakowata.

## Morfologia
Kapelusz
Średnica 5–15 cm, za młodu półkulisty, potem dzwonkowato-łukowaty, w końcu rozpostarty. Skórka gładka, przy brzegu nieprążkowana, składa się z przylegających i promieniście ułożonych włókienek. Kolor biało zielonkawy, oliwkowo zielonkawy, szarozielony, brunatnozielony, na brzegu zwykle jaśniejszy, czasem żółtawy. Na słońcu, oraz u starszych okazów kolor jest wypłowiały. Skórka łatwo daje się ściągnąć i często występują na niej białe resztki osłony.
Trzon
Wysokość do 15 cm, grubość do 2 cm. Jest walcowaty, w nasadzie zakończony bulwą o średnicy do 4 cm. Bulwa otoczona jest wysoką, białawą i odstającą pochwą. Kolor trzonu białawy z odcieniem żółtawo-zielonkawym. Posiada wyraźny, zwisający pierścień o kolorze od białego do żółtawego. Powyżej pierścienia trzon jest gładki, pod pierścieniem występują delikatne łuski, czasami tworzące zygzakowaty wzór.
Miąższ
Biały, nie zmienia koloru po przełamaniu. U młodych okazów miąższ ma łagodny zapach, u starych pachnie nieco ziemniakami. Smak przyjemny.
Blaszki
Gęste, białe, u starych okazów z lekkim odcieniem żółtawo-zielonkawym. U młodych okazów są niewidoczne, gdyż przykryte są białawą osłoną.
Wysyp zarodników
Biały. Zarodniki gładkie, szeroko elipsoidalne lub niemal kuliste, o rozmiarach 8 × 11 μm.
Gatunki podobne
Przez niedoświadczonych grzybiarzy bywa mylony z gąską zielonką (Tricholoma equestre), gołąbkiem zielonawym (Russula virescens), muchomorem cytrynowym (Amanita citrina), muchomorem brązowooliwkowym (Amanita submembranacea), a także innymi gatunkami muchomorów. Młode, słabo wybarwione okazy mogą też być pomylone z pieczarkami.

## Występowanie i siedlisko
Pochodzi z Europy, skąd rozprzestrzenił się jako gatunek inwazyjny. Współcześnie występuje na wszystkich kontynentach poza Antarktydą. W Europie Środkowej, w tym na terenie całej Polski, jest pospolity.
Występuje najczęściej w lasach liściastych, także w mieszanych; rośnie pojedynczo, lub w małych grupkach. Najczęściej rośnie pod dębami, ale także pod wieloma innymi gatunkami drzew: buki, kasztanowce, brzozy, leszczyny, graby, sosny i świerki. Najczęściej występuje na glebach o odczynie obojętnym lub zasadowym, ale potrafi rosnąć także na glebach kwaśnych. Owocniki wyrastają od czerwca do listopada.
Jest grzybem mykoryzowym, jego symbiontem w Europie jest dąb, natomiast w Ameryce doszło do bardzo rzadkiego zjawiska przeskoku na inny symbiont – sosnę.

## Znaczenie
Dla ludzi śmiertelnie trujący. Dla wielu drobnych zwierząt, np. ślimaków i owadów jest nieszkodliwy. Muchomor zielonawy wraz z muchomorem jadowitym (Amanita virosa) są najsilniej trującymi grzybami występującymi w Polsce. Muchomor zielonawy jest też niebezpieczny z tego powodu, że ma łagodny smak i może być pomylony z wieloma innymi gatunkami grzybów. Jest odpowiedzialny za 90% śmiertelnych zatruć grzybami na świecie. Już 30 g tego grzyba może być dawką śmiertelną (duży owocnik waży ok. 60 g).
Medycyna
Muchomor zielonawy powoduje zatrucia cyklopeptydowe i cytotoksyczne (1. grupa trucizn). Zawiera dwa rodzaje toksyn: fallotoksyny (falloidyna, falloina, fallizyna, fallicydyna) oraz amatoksyny (amanityna, amanina, amanullina). Główną toksyną odpowiedzialną za zatrucie po spożyciu muchomora zielonawego jest alfa-amanityna. Toksyny te powodują nieodwracalne uszkodzenie wątroby i innych narządów ciała. Toksyny muchomora nie ulegają zniszczeniu w procesie gotowania, marynowania lub suszenia. Pierwsze objawy zatrucia pojawiają się późno, bo dopiero po 8–16 godzinach od spożycia grzybów, gdy większość trucizny została już wchłonięta do krwi. Są to dolegliwości objawiające się zawrotami i bólami głowy, nudnościami, wymiotami, bólem brzucha, biegunkami, przyspieszeniem tętna, trudnościami w oddychaniu.
Okres objawów może trwać kilkanaście godzin. Czasami następuje na jakiś czas poprawa samopoczucia, jednak jest ona złudna, toksyny nie przestają działać i niszczą wątrobę, nerki i inne narządy ciała. W wątrobie następuje jej stłuszczenie, martwica i zanik glikogenu, wystąpić może także hipoglikemia, a nawet drgawki hipoglikemiczne. Wskutek uszkodzenia nerek występuje azotemia, hipochloremia, mocznica. Trucizny te uszkadzają również inne narządy. W wyniku uszkodzenia jelit występują krwawe biegunki, w wyniku uszkodzenia szpiku kostnego niedokrwistość, w wyniku uszkodzenia serca jego stłuszczenie i niedomoga krążenia (sinica). Śmierć następuje po 2–3 dniach, a przy słabszym zatruciu nawet po 10–13 dniach.
Przy każdym podejrzeniu zatrucia grzybami należy się bezzwłocznie udać do lekarza. Należy zachować resztki niespożytych grzybów (oznaczenie gatunku jest istotne przy leczeniu). Zatrucie muchomorem zielonawym leczy się w szpitalu, jest trudne i nie zawsze skuteczne. Największym zagrożeniem dla życia jest nieodwracalne uszkodzenie wątroby. Często jej przeszczepienie jest jedynym sposobem uratowania życia ludzi po zatruciu tym grzybem.
Jako leczenie stosuje się agresywną wymianę płynów i elektrolitów u pacjenta. W Europie stosuje się też wlewy dożylne sylibiny (związku chemicznego pozyskiwanego w formie dihemibursztynianu z ostropestu plamistego), natomiast w USA w drugiej dekadzie XXI w. prowadzono badanie kliniczne skuteczności podawania tego związku przy zatruciach muchomorem zielonawym. Podejmowane były też próby stosowania węgla aktywnego, wysokich dawek penicyliny, N-acetylocysteiny, cymetydyny i oktreotydu, a także drenaż dróg żółciowych. Badania kliniczne są trudne do przeprowadzenia ze względu na brak możliwości prowadzenia ich w sposób kontrolowany i randomizowany. Analiza danych historycznych wskazuje, że śmiertelność przy stosowaniu sylibiny wynosi niecałe 10%, podczas gdy przy innych próbach terapii było to ponad 20%.

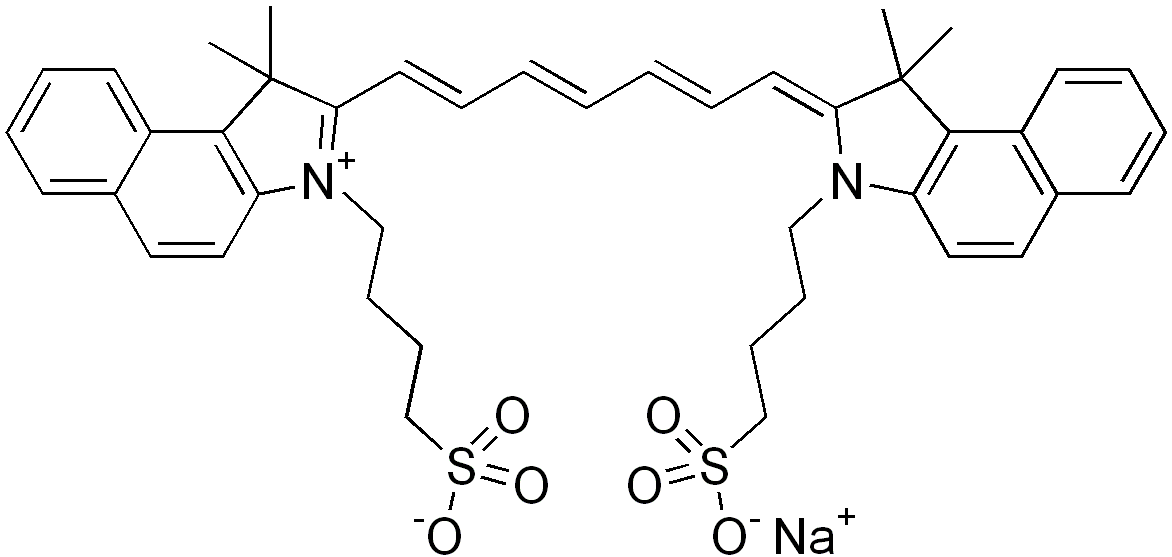
Zieleń indocyjaninowa, hamująca wnikanie α-amanityny do komórek

W celu identyfikacji molekularnych podstaw toksycznego działania α-amanityny, w 2023 r. chińscy naukowcy zastosowali podejście, które kilka lat wcześniej pozwoliło na odkrycie antidotum na śmiertelnie niebezpieczny jad osy morskiej. W tym celu za pomocą technologii CRISPR-Cas9 otrzymali pulę ludzkich linii komórkowych zawierających mutacje w różnych genach i odkryli, że brak enzymu STT3B (odpowiedzialnego za tworzenie glikoprotein) w jakiś sposób uniemożliwiał wniknięcie toksyny do komórki. Następnie, wykorzystując metody in silico, przeanalizowali 3201 związków zatwierdzonych przez FDA i wytypowali 34 najbardziej obiecujące jako inhibitory STT3B. Badania in vitro wykazały, że najlepszy stosunek aktywności inhibicyjnej do toksyczności miała zieleń indocyjaninowa – barwnik opracowany przez firmę Kodak w latach 50. XX w., następnie od 1956 r. używany w diagnostyce obrazowej. Także badanie na organoidach wątrobowych wykazało ochronne działanie związku. Kolejnym etapem było wykorzystanie modeli zwierzęcych. Stwierdzono, że w zastosowanych kontrolowanych warunkach śmiertelność myszy, którym podano amanitynę, wynosiła 90%, natomiast po interwencji za pomocą zieleni indocyjaninowej spadła ona do 50%. Korzyści medyczne takiej terapii budzą jednak wątpliwości, gdyż myszom podawano lek 4 h po podaniu amanityny, podczas gdy u ludzi objawy zatrucia pojawiają się znacznie później i zwykle zjawiają się oni w szpitalu po 24–48 h po spożyciu grzybów, gdy na wprowadzenie takiego leczenia może być już za późno.
Filatelistyka
Pierwszy raz muchomor zielonawy znalazł się na znaczku pocztowym wyemitowanym przez Pocztę Polską 8 maja 1959 roku. Znaczek w formie trójkątnej, o nominale 20 gr wydany został w serii Grzyby Polski. Wydrukowano 4 886 000 sztuk, techniką rotograwiury, na papierze niepowlekanym. Autorem projektu znaczka był grafik Czesław Borowczyk. Cała seria pozostawała w obiegu do 31 grudnia 1994 roku.
Muchomor zielonawy znalazł się też na przywieszce znaczka pocztowego wyemitowanego przez Pocztę Polską 31 sierpnia 2012 roku z przedstawieniem gołąbka zielonawego, z którym grzyb bywa mylony. Znaczek o nominale 1,55 zł wydany został w serii Grzyby w polskich lasach. Wydrukowano 300 000 sztuk, techniką offsetową, na papierze fluorescencyjnym. Autorem projektu znaczka była Marzanna Dąbrowska.